# Naroa Agirre
Naroa Agirre (ur. 15 maja 1979 w San Sebastián) – hiszpańska lekkoatletka baskijskiej narodowości specjalizująca się w skoku o tyczce.

## Osiągnięcia
- złoty medal mistrzostw iberoamerykańskich (Huelva 2004)[1]
- 6. miejsce podczas igrzysk olimpijskich (Ateny 2004)
- 6. lokata na halowych mistrzostwach świata (Moskwa 2006)
- reprezentantka Hiszpanii w pucharze Europy oraz drużynowych mistrzostwach Europy
- wielokrotna mistrzyni[2][3][4][5][6][7][8][9][10][11] i rekordzistka[12] kraju

## Rekordy życiowe
- skok o tyczce (stadion) – 4,51 (2014) rekord Hiszpanii
- skok o tyczce (hala) – 4,56 (2007) rekord Hiszpanii